# 221
221（二百二十一、にひゃくにじゅういち）は自然数、また整数において、220の次で222の前の数である。

## 性質
- 221は合成数であり、約数は 1, 13, 17, 221 である。
  - 約数の和は252。
    - 約数の和が回文数になる19番目の数である。1つ前は211、次は241。(オンライン整数列大辞典の数列 A028980)
- 221 = 13 × 17
  - 75番目の半素数である。1つ前は219、次は226。
  - 2つの連続する素数の積で表せる6番目の数である。1つ前は143、次は323。(オンライン整数列大辞典の数列 A006094)
  - 2 × 3 × 5 × 7 + 11 = 13 × 17 [1]
  - アメリカでは13年セミと17年セミが2024年に同時に大量発生した[2]。前回は1803年、次は2245年。
- 連続する5つの素数の和で表せる12番目の数である。1つ前は199、次は243。
221 = 37 + 41 + 43 + 47 + 53
- 連続する9つの素数の和で表せる5番目の数である。1つ前は187、次は253。
221 = 11 + 13 + 17 + 19 + 23 + 29 + 31 + 37 + 41
- 196から始まった楔数でない連続区間の最後の数。
- 各位の和が5になる14番目の数である。1つ前は212、次は230。
- 各位の平方和が平方数になる29番目の数である。1つ前は212、次は236。(オンライン整数列大辞典の数列 A175396)
- 各位の積が4になる9番目の数である。1つ前は212、次は411。(オンライン整数列大辞典の数列 A199987)
- 221 = 52 + 142 = 102 + 112
  - 異なる2つの平方数の和で表せる66番目の数である。1つ前は218、次は225。(オンライン整数列大辞典の数列 A004431)
  - 2つの平方数の和2通りで表せる11番目の数である。1つ前は205、次は250。
  - 221 = 102 + 112
    - n = 10 のときの n2 + (n + 1)2 の値とみたとき1つ前は181、次は265。(オンライン整数列大辞典の数列 A001844)
    - 11番目の中心つき四角数である。
- 221 = 32 + 42 + 142 = 42 + 62 + 132 = 62 + 82 + 112
  - 3つの平方数の和3通りで表せる24番目の数である。1つ前は219、次は222。(オンライン整数列大辞典の数列 A025323)
  - 異なる3つの平方数の和3通りで表せる12番目の数である。1つ前は186、次は222。(オンライン整数列大辞典の数列 A025341)
- 221 = 152 − 4
  - n = 15 のときの n2 − 4 の値とみたとき1つ前は192、次は252。(オンライン整数列大辞典の数列 A028347)
- 221 = (1!)1 + (2!)2 + (3!)3
  - n = 3 のときの 1 から n までの (n!)n の和とみたとき1つ前は5、次は331997。(オンライン整数列大辞典の数列 A112999)

## その他221に関連すること
- 年始から数えて221日目は8月9日。
- 西暦221年
- JR西日本221系電車 - 1989年（平成元年）に登場した、西日本旅客鉄道（JR西日本）の電車。
- 第221代ローマ教皇はユリウス3世（在位：1550年2月7日～1555年3月23日）である。
- ベーカー街221Bは探偵シャーロック・ホームズが住んでいた下宿の住所。